# Ulrich Hitzig
Ulrich Hitzig (* 13. November 1924; † 15. Mai 2005) war ein Schweizer Fernsehpionier.

## Leben
Ulrich Hitzig kommt als Sohne einer Krankenschwester und eines Architekten in Mexiko auf die Welt. Nach einer Schauspielausbildung engagiert ihn Oskar Wälterlin ans Ensemble des Zürcher Schauspielhauses. Am 20. Juli 1953 gestaltete er als Redaktor und Gesprächsleiter die erste offizielle Sendung des Schweizer Fernseh-Versuchsbetriebs. Er lud seinen Nachbarn, den Maler den Maler Alfred Bernegger ins Zürcher Studio Bellerive ein und unterhielt sich mit ihm über den Holzschnittzyklus «Die Blinden». Was - wie die NZZ in einem Nachruf festhielt, den zahlreichen Gegnern des neuen Mediums willkommener Anlass zum Spott war.
Beim Schweizer Fernsehen war er während 33 Jahre tätig, unter anderem als Abteilungsleiter und später als Chef der Programmplanung.
Seine Karriere beendete Hitzig 1986 als stellvertretender Fernsehdirektor. Nach der Pensionierung war er sporadisch als Schauspieler tätig und verfasste schriftstellerische Arbeiten für Zeitungen und Radio. Unter anderem schrieb er 1992 das preisgekrönte Hörspiel «Der Sprung von der Arche».
Hitzig war verheiratet, sein Neffe ist der Fernsehregisseur und Moderator Daniel Hitzig.